# Дженніфер Сейнт
Дженніфер Сейнт — британська письменниця, відома тим, що переповідає історії жіночих персонажок із грецької міфології.
На думку Chicago Review of Books «Електра» «оживила чарівних жінок із грецького міфу». У Paste її роман «Атланта» описали як «схожий на добрячий  ковток свіжого повітря».

## Публікації
- Аріадна /Ariadne, Wildfire, 2021 ISBN 9781472273901
- Електра /Elektra, Wildfire, 2023 ISBN 9781472273956
- Атланта /Atalanta, Wildfire, 2023 ISBN 9781472292155
- Гера /Hera, Wildfire, 2024 ISBN 9781250855602

### Переклади українською
2024 року у видавництві Yakaboo Publishing вийшов український переклад роману «Аріадна». Перекладачка —Тетяна Писанка.

## Зовнішні посилання
Офіційний сайт